# Роберт Коннеллі
Роберт Коннеллі (англ. Robert Connelly; нар. 15 липня 1942, Сеуїклі, Пенсільванія, США) — американський математик, фахівець з комбінаторної геометрії і теорії жорсткості.

## Наукова діяльність
У 1964 році отримав ступінь бакалавра з математики в технологічному інституті Карнегі (з 1967 року називається університетом Карнегі — Меллона). У 1969 році отримав докторський ступінь з математики в Мічиганському університеті в Енн-Арбор, штат Мічиган. З 1969 року викладає в Корнелльському університеті в Ітаці, штат Нью-Йорк. Обіймав тимчасові позиції в інституті вищих наукових досліджень в Бюр-сюр-Іветті у Франції в 1975—1976 і 1983 роках, в Сиракузькому університеті в штаті Нью-Йорк в 1976—1977 роках, в Діжонському і Савойському університетах у Франції в 1984 році, в Будапештському університеті в 1986, 2002, 2003, 2007 і 2008 роках, в Монреальському університеті в Канаді в 1987 році, в Білефельдському університеті в Німеччині в 1991—1992 як гумбольдовський стипендіат, у Вашингтонському університеті в Сіетлі в 1999—2000 роках, в університеті Калгарі в Канаді в 2004 році, в Кембриджському університеті у Великій Британії в 2005—2006 роках. З 1 січня 1996 по 30 червня 1999 очолював математичний факультет Корнельського університету. З 1987 року і станом на 2012 рік є професором математики Корнельського університету.

## Науковий внесок
Наукові роботи Коннеллі стосуються комбінаторної геометрії та структурної жорсткості, стійкості і згинних багатогранників та каркасів. Він розв'язав деякі проблеми щільного пакування та розпрямлення ламаної лінії.
Коннеллі найбільш відомий тим, що в 1976 році вперше побудував згинний багатогранник без самоперетинів. Цій конструкції була присвячена пленарна доповідь на Міжнародному математичному конгресі (Гельсінкі, 1978). Одна з моделей, що згинається багатогранника знаходиться в Національному музеї американської історії. На честь Роберта Коннеллі названо астероїд 4816 (Коннеллі).

## Обрані роботи
- K. Bezdek and R. Connelly, Pushing disks apart — the Kneser-Poulsen conjecture in the plane, J. Reine Angew. Math. 553 (2002), 221—236.
- R. Connelly, Generic global rigidity, Discrete Comput. Geom. 33 (2005), no. 4, 549—563.
- R. Connelly, E.D. Demaine, and G. Rote, Straightening polygonal arcs and convexifying polygonal cycles. Discrete Comput. Geom. 30 (2003), no. 2, 205—239.
- M. Belk and R. Connelly, Realizability of graphs, Discrete Comput. Geom. 37 (2007), no. 2, 125—137.
- A. Donev, S. Torquato, F.H. Stillinger, and R. Connelly, Jamming in hard sphere and disk packings, J. Appl. Phys. 95 (2004), no. 3, 989—999.
- R. Connelly, The rigidity of polyhedral surfaces, Math. Mag. 52 (1979), no. 5, 275—283.
- R. Connelly, Rigidity. Handbook of convex geometry, Vol. A, 223—271, North-Holland, Amsterdam, 1993. ISBN 0-444-89597-3